# SN 2012bn
SN 2012bn – supernowa typu II, odkryta 27 marca 2012 roku w galaktyce IC1133. W momencie odkrycia, miała maksymalną jasność 17,9m.